# NK Union Podstrana
NK Union, hrvatski nogometni klub iz Podstrane

## O klubu
Klub je osnovan veljače 2014. godine. Krenulo se ni od čega. Imali su tek petnaestak djece, igrali su tri terena za “cageball” u Strožancu gdje nije moglo igrati više od šest dječaka te su imali još jedan veći teren 30 puta 20 metara. U jednom trenutku došlo se do križanja puta, hoće li klub i dalje životariti ili propasti. Tad je došao Luka Vučko i vlastitim novcem ušao u projekt. Izgradio je objekte na TTTS-u površine 60 puta 42 metra koje obasjavaju reflektori i stvorio vrlo dobre uvjete. I Općina Podstrana pridonijela je malo klubu a izgradnju stadiona pomogle su tvrtke Kam, Građevno Zec, Bauhaus, Građevinski obrt Pecić. U planu su bile još četiri svlačionice i klupska ambulanta uz zadržavanje svih malih terena u Strožancu. Od rujna 2015. godine treniraju na lokaciji gdje su se prodavali rabljeni automobili. U klupskom projektu su bivši igrač Veleža i Šibenika Mate Radić i bivši igrač Splita, Šibenika i Zmaja Luka Ćelić. Klub ima veliki priljev u mladim selekcijama, i dječake i djevojčice.
Klupski slogan je "Ljubav, Sreća, Radost = Union Podstrana", a sve tri riječi u sloganu piše se velikim početnim slovom.
Na Unionovim terenima održava se godišnje natjecanje Rat vratara, na kojem se nogometni vratari natječu tako da u tri minute moraju pokazati sve ono što ih čini posebnim, od igre s loptom, preko brzih reakcija...

## Vanjske poveznice
- NK Union  Arhivirana inačica izvorne stranice od 2. listopada 2019. (Wayback Machine)
- Facebook